# The Thin Man Goes Home
The Thin Man Goes Home (bra: O Regresso Daquele Homem; prt: Aí Vem Nick) é um filme estadunidense de 1945, do gênero comédia e mistério, dirigido por Richard Thorpe e estrelado por William Powell e Myrna Loy. É o quinto dos seis filmes baseado romance policial Thin Man de Dashiell Hammett.

## Enredo
Em uma viagem para visitar seus pais, o detetive Nick Charles se envolve em uma investigação de assassinato.

## Elenco
- William Powell como Nick Charles
- Myrna Loy como Nora Charles, esposa de Nick
- Lucile Watson como Sra. Charles, a mãe de Nick
- Gloria DeHaven como Laurabelle "Laura" Ronson
- Anne Revere como Crazy Mary
- Helen Vinson como Helena Draque
- Harry Davenport como Dr. Bertram Charles
- Leon Ames como Edgar Draque
- Donald Meek como Willie Crump
- Edward Brophy como Brogan
- Lloyd Corrigan como Dr. Bruce Clayworth
- Anita Sharp-Bolster como Hilda (como Anita Bolster)
- Ralph Brooks como Peter Berton
- Donald MacBride como Chefe de Policia MacGregor
- Morris Ankrum como Willoughby
- Nora Cecil como Miss Peavy
- Minor Watson como Sam Ronson